# Sphaerotherium hippocastanum
Sphaerotherium hippocastanum är en mångfotingart som först beskrevs av Paul Gervais 1847.  Sphaerotherium hippocastanum ingår i släktet Sphaerotherium och familjen Sphaerotheriidae. Inga underarter finns listade i Catalogue of Life.